# Кансуг аз-Загір
Аль-Малік аз-Загір Абу Саїд Кансуг (араб. الملك الظاهر قانصوه; нар. 1473) — мамелюкський султан Єгипту (1498—1500) з династії Бурджитів.
Був черкесом за походження. Замолоду його разом з сестрою Асалбей було схоплено та продано у рабство. За цим відправлено до Єгипту, де їх придбав султан Кайтбей. Завдяки тому, що Асалбей стала улюбленою наложницею останнього Кансуг зробив гарну кар'єру: спочатку став давадар-кадіром (головним виконавим секретарем чи великим султанським радником). 
Незадовго до смерті Кайтебея 1496 року розгорнулася боротьба за владу між групами мамлюків. Спочатку атабег Тамраз і давадар Акбарді вирішили оголосити султаном Мухаммада, сина Кайтбея. Але їх атакував Кансуг, який з 7 на 8 серпня оголосив Мухаммада султаном. Це стало всупереч волі Кайтбея, але він помер саме в цю ніч. При цьому халіф аль-мутавакіль оголосив законним сходження на трон Мухаммада II. Кансуг отримав титул наїб ас-салтана (на кшталт віцесултана) та вищим атабегом. За цим було заслано до Леванту мамлюків з клану Іналія. 
Невдовзі почалася боротьба між Кансуг ас-Загіром і Акберди. Спочатку останній втік до Дамаску, але потім зумів захопити Каїр. При цьому мамлюки все більше висловлювали невдаволення султаном: з одного боку його жорстокістю і розпустою, з іншого — бажанням реформувати мамлюцьке військо, зокрема впровадити вогнепальну зброю. Зрештою 1497 року Кансуг повалив небожа, оголосивши себе султаном. Але наступного року Мухаммад II за підтримки еміра Акберди відновився на троні, але панував лише 3 місяці, оскільки його було вбито 31 жовтня 1498 року. Кансуг аз-Загір повернувся на трон. Він одружився з Місірбай, вдовою свого попередника.
Невдовзі повстав Акберди в Сирії, якого підтримав Алауддевле Бозкурт, бей Зулкадиру, проте повстання вдалося швидко придушити. Султан призначив Азбака атабег-кадіром, а Туман-бея — давадар-кадіром. Невдовзі між останнім та впливом еміром Джанбалатом почалося протистояння. Туман-бей спровокував повстання Касруха, наїба (губернатора) Триполі. Султан фактично втратив будь-який вплив на прийняття рішень. 
1500 року внаслідок змови Джанбалата і Азбаки було захоплено султанський палац і Цитадель. Кансуг намагався втекти, сховавшись у гаремі, переодягнувшись у жінку, але був виявлений та запроторений у в'язниці в Александрії. Новим султаном став Джанбалат. 
1501 року колишнього султана було задушено за наказом султана Туман-бея I.